# Alliance of Democratic Forces
Alliance of Democratic Forces (ADF) nannte sich im Jahr 1992 eine Koalition aus sieben Oppositionsparteien bei den Wahlen im westafrikanischen Staat Ghana. 
Die ADF bat im Vorfeld der Wahlen die Vereinten Nationen um eine Beobachtung der Wahlen, die einen Wandel nach der Militärjunta unter Jerry Rawlings in eine Demokratie vollziehen sollten. Rawlings trat als Kandidat des National Democratic Congress zu den Wahlen an und wurde zum ersten Präsidenten der vierten ghanaischen Republik.

## Zusammensetzung
Die ADF setzte sich aus folgenden Parteien zusammen:
- National Independence Party
- People’s Heritage Party
- New Patriotic Party
- People’s National Convention

und drei weitere kleinere Parteien
Bereits im Jahr 1993 brach die Koalition auseinander und bildete mit der People’s Convention Party, einem Zusammenschluss der National Independence Party und der People’s Heritage Party, eine eher links orientierte Partei. Die New Patriotic Party aus der Koalition der ADF ist eher in das rechte Parteienspektrum einzuordnen.